# Tulle de Manosque
Pour les articles homonymes, voir Tulle (homonymie) et Sainte-Tulle.
Sainte Tulle ou Sancta Tullia en latin, est une sainte chrétienne.
Selon la tradition, fille de saint Eucher et sœur de sainte Consorce, elle est vierge et martyre à Manosque en Provence vers 430. La première mention de ce personnage est faite dans la Vita de Consortia, qui date des VIIe ou VIIIe siècles. Son existence même est douteuse et son culte n’apparaît qu’au XIe siècle.

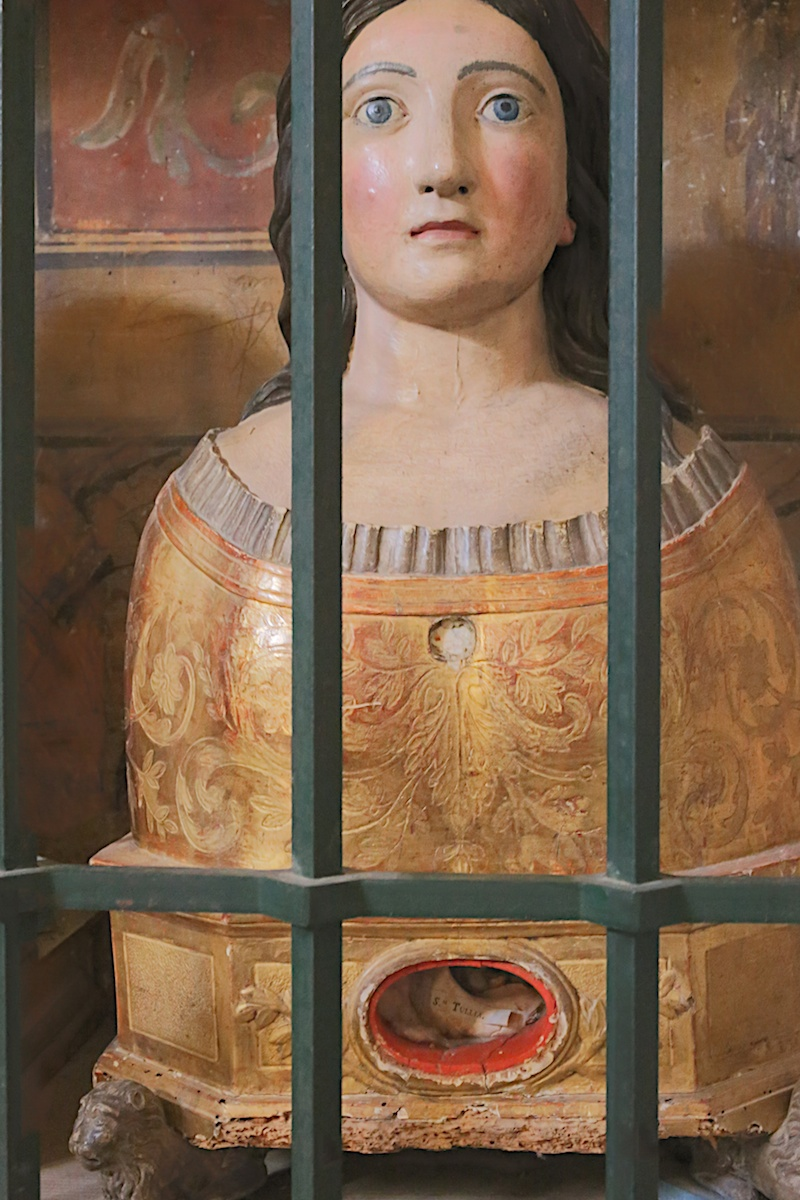
Reliquaire de Tulle de Manosque dans l'église de Cucuron (84).

La légende indique qu’elle serait morte peu après avoir été claustrée et qu’elle serait ensevelie dans la crypte rupestre de la chapelle Sainte-Tulle, à Sainte-Tulle. Elle est aussi honorée comme sainte anti-pesteuse à Cucuron, dans le Vaucluse, où ses reliques ont été transférées peu avant 1403. La vox populi lui attribua même la fin des ravages de la grande peste de 1720. Depuis, chaque année pour sa fête, on lui dresse un arbre de mai, peuplier de plus de 20 mètres de haut, dont le transport a nécessité jusqu’à plus de 60 porteurs.
Elle donne son nom à Sainte-Tulle, un village des Alpes-de-Haute-Provence où se trouve sa chapelle.
Elle est fêtée le 5 octobre.